# 5 juillet
Pour les articles homonymes, voir Cinq-Juillet.
5 juin 5 août
Chronologies thématiques
- Croisades
- Ferroviaires
- Sports
- Disney
- Anarchisme
- Catholicisme

Abréviations / Voir aussi
- (° 1852) = né en 1852
- († 1885) = mort en 1885
- a.s. = calendrier julien
- n.s. = calendrier grégorien
- Calendrier
- Calendrier perpétuel
- Liste de calendriers
- Naissances du jour

Le 5 juillet est le 186e jour, moins souvent le 187e, de l'année du calendrier grégorien ; il en reste ensuite 179.
Son équivalent était généralement le 17 messidor du calendrier républicain ou révolutionnaire français, officiellement dénommé jour de la groseille.

## Événements

### XIesiècle
1044 : Bataille de Ménfő entre Saint-Empire et  le Royaume de Hongrie.

### XIIesiècle
1194 : bataille de Fréteval entre le roi anglo-"angevin" Richard Ier dit Cœur de Lion et le roi français Philippe II dit l'Auguste vaincu mais qui parvient à s'enfuir en abandonnant son trésor et ses archives à l'ennemi d'où une germination de l'idée d'un service d'archives royales plus fixes et sécurisées.

### XIVesiècle
1316 : bataille de Manolada entre Ferdinand de Majorque et Louis de Bourgogne.

### XVIesiècle
- 1594 : début au Sri Lanka de la campagne de Danture des Portugais contre le Royaume de Kandy. Elle se termine par l'annéantissement de leur corps expéditionnaire le 9 octobre. Le royaume restera indépendant jusqu'en 1815[1].

### XVIIIesiècle
- 1770 : bataille de Tchesmé entre les flottes de la Russie de Catherine II et de l'Empire ottoman.

### XIXesiècle
- 1809 : début de la bataille de Wagram entre Napoléon Ier et archiduc Charles.
- 1811 : déclaration d'indépendance du Venezuela.
- 1814 : bataille de Chippawa lors de la guerre anglo-américaine de 1812.
- 1830 : prise d'Alger.
- 1833 : l'escadre britannique de Charles Napier défait la flotte de Dom Miguel lors de la bataille du cap Saint-Vincent.
- 1863 : établissement d'un protectorat français au Cambodge par signature d'un traité avec le roi Norodom Ier.
- 1884 : protectorat allemand sur le Togo et sur le Cameroun.

### XXesiècle
- 1905 : Alfred Deakin devient Premier ministre d'Australie pour la seconde fois.
- 1914 : Alexander Hoyos, adjoint de Leopold Berchtold, ministre austro-hongrois des affaires étrangères, est envoyé à Berlin afin de connaître la position allemande à la suite de l'attentat de Sarajevo.
- 1932 : Salazar devient président du Conseil portugais.
- 1934 : « jeudi sanglant » qui déclenche la grève générale des dockers (en) à San Francisco.
- 1943 : début de la bataille de Koursk.
- 1950 : la loi du retour, votée par la Knesset, garantit à tout Juif le droit d'immigrer en Israël.
- 1962 : Massacre d'Oran, quelques heures avant la proclamation officielle de l'indépendance de l'Algérie.
- 1972 : Pierre Messmer devient Premier ministre de la France.
- 1975 : indépendance du Cap-Vert.
- 1980 : abolition de l'esclavage en Mauritanie[2].
- 1995 : adoption de la constitution de la république d'Arménie.

### XXIesiècle
- 2006 : inauguration du nouveau terminal de l'aéroport d'Alger. Il remplace l'ancien terminal international.
- 2012 :
  - inauguration du Shard London Bridge à Londres, le plus haut gratte-ciel d’Europe.
  - résolution n°2056 du Conseil de sécurité des Nations unies ayant pour sujet : paix et sécurité en Afrique.
  - résolution n°2057 du Conseil de sécurité des Nations unies ayant pour sujet : rapport du secrétaire général sur le Soudan.
- 2014 : le siège de Sloviansk se conclut par la reprise de la ville par l’armée ukrainienne.
- 2015 : le « non » l'emporte lors d'un référendum organisé en Grèce sur le projet d’accord proposé par les créanciers du pays.
- 2017 : 
  - Les Vieilles Canailles font leur 17e et dernier concert à Carcassonne qui fut aussi le tout dernier de Johnny Hallyday qui décèdera pile cinq mois plus tard.
  - après presque trois années de combats contre divers groupes djihadistes, l'Armée nationale libyenne s'empare en totalité de la ville de Benghazi.
- 2020 : 
  - des élections législatives se tiennent de manière anticipée en Croatie afin d'en élire les 151 députés de la 9e législature du Parlement pour un mandat de quatre ans[3] et c'est l'Union démocratique du Premier ministre Andrej Plenković qui y conforte sa majorité relative[4].
  - Des élections parlementaires ont lieu en République dominicaine en même temps que le premier tour d'une élection présidentielle[5] afin de renouveler pour quatre ans les 190 membres de la Chambre des députés et les 32 membres du Sénat. Luis Abinader est élu président de ladite République[6].
- 2024 : 
  - en Iran, le réformateur Massoud Pezeshkian est élu président de la république islamique face à l'ultra-conservateur Saïd Jalili[7].
  - au Royaume-Uni, Keir Starmer est nommé Premier ministre par le roi Charles III, au lendemain de la très large victoire du Parti travailliste aux élections générales[8].

## Arts, culture et religion
- 1865 : fondation de l'Armée du salut.
- 1916 : début d'une parution régulière de l'hebdomadaire satirique français Le Canard enchaîné.

## Sciences et techniques
- 1687 : publication de Philosophiae Naturalis Principia Mathematica d'Isaac Newton.
- 1951 : annonce d'un nouveau type de transistor le Junction Field Effect Transistor ou J.F.E.T. par William Shockley des laboratoires Bell.
- 1996 : naissance de Dolly la brebis premier mammifère cloné.
- 2016 : mise en orbite de la sonde spatiale Juno autour de Jupiter.

## Économie et société
- 1946 : lancement à la piscine parisienne Molitor du maillot de bains féminin bikini formé de deux pièces très courtes[9].
- 2001 : pic historique de 11,7 millions de téléspectateurs sur M6 pour la dernière diffusion de la première saison de la première série en France d'émissions de "télé-réalité" Loft Story. Les derniers lofteurs sortent, Loana (Petrucciani) et Christophe en vainqueurs femme et homme, ce dernier oublié des médias people par la suite mais y ayant trouvé l'amour avec l'autre candidate Julie[10].

## Naissances

### IIesiècle
- 182 : Sun Quan (孙权), empereur chinois de la dynastie des Wu occidentaux ayant régné de 222 à sa mort († 21 mai 252).

### Vesiècle
- 465 : Ahkal Mo' Naab' I, souverain de Palenque, régnant de 501 à 524 († 29 novembre 524).

### XIesiècle
- 1029 : Al-Mustansir Billah (المستنصر), huitième calife fatimide, régnant de 1035 à 1094 († 10 janvier 1094).

### XIIesiècle
- 1182 : François d'Assise (Giovanni di Pietro Bernardone dit il Francese / Francesco d'Asisi), saint catholique italien († 3 octobre 1226).

### XIVesiècle
- 1321: Jeanne d'Angleterre, reine d'Écosse, première épouse du roi David II d'Écosse († 7 septembre 1362).

### XVesiècle
- 1466: Giovanni Sforza, condottiere italien († 27 juillet 1510).
- 1500 : Pâris Bordone, peintre italien († 19 janvier 1571).

### XVIesiècle
- 1512 : Cristoforo Madruzzo, cardinal germano-italien († 5 juillet 1578).
- 1522 : Marguerite de Parme, régente des Pays-Bas, fille de Charles Quint († 18 janvier 1586).
- 1549 : Francesco Maria del Monte, prélat italien († 27 août 1627).
- 1554 : Élisabeth d'Autriche, reine de France, épouse de Charles IX († 22 janvier 1592).
- 1580 : Carlo Contarini, 100e doge de Venise († 1er mai 1656).
- 1586 : Thomas Hooker, religieux américain († 7 juillet 1647).

### XVIIesiècle
- 1613 : Jean-François Niceron, physicien français († 22 septembre 1646).
- 1670 : Dorothée Sophie de Neubourg, duchesse de Parme († 15 septembre 1748).
- 1673 : Friedrich Heinrich von Seckendorff, diplomate allemand († 23 novembre 1763).

### XVIIIesiècle
- 1704 : Jack Broughton, boxeur anglais († 8 janvier 1789).
- 1709 : Étienne de Silhouette, haut fonctionnaire français († 20 janvier 1767).
- 1717 : Pierre III de Portugal, roi de Portugal, régnant de 1777 à 1786 († 25 mai 1786).
- 1723 : Philippe II de Schaumbourg-Lippe, comte de Schaumbourg-Lippe († 13 février 1787).
- 1735 : August Ludwig Schlözer, homme de lettres allemand († 9 septembre 1809).
- 1745 : Carl Arnold Kortum, écrivain et médecin allemand († 15 août 1824).
- 1750 : Ami Argand, physicien et chimiste suisse († 14 octobre 1803).
- 1755 :
  - Théodore de Reding de Biberegg, général suisse († 23 avril 1809).
  - Sarah Siddons, actrice britannique († 8 juin 1831).
- 1766 : Jean-Pierre de Montalivet, homme d'État français († 22 janvier 1823).
- 1773 : Jeanne-Élisabeth Bichier des Ages, religieuse française, sainte catholique († 26 août 1838).
- 1775 : William Crotch, organiste et compositeur anglais († 29 décembre 1847).
- 1781 :
  - George Bruce, industriel, inventeur et entrepreneur écossais naturalisé américain († 6 juillet 1866).
  - Thomas Stamford Raffles, militaire et un naturaliste britannique († 5 juillet 1826).
- 1783 : Charles-Louis Havas, journaliste et écrivain français, fondateur de l'Agence Havas († 21 mai 1858).
- 1784 : Leopoldo Nobili, physicien italien († 22 août 1835).
- 1789 : Faddeï Boulgarine (Фаддей Венедиктович Булгарин) (né Jan Tadeusz Bułharyn), homme de lettres russo-polonais († 13 septembre 1859).
- 1793 : Pavel Ivanovitch Pestel (Павел Иванович Пестель), révolutionnaire russe († 25 juillet 1826).
- 1794 : Sylvester Graham, pasteur presbytérien et diététicien américain († 11 septembre 1854).
- 1795 :
  - Charles Beslay, personnalité de la Commune de Paris († 30 mars 1878).
  - Ernst Hampe, botaniste allemand († 23 novembre 1880).
  - Benjamin Morrell, explorateur américain († 1839).

### XIXesiècle
- 1801 : David Farragut, militaire américain († 14 août 1870).
- 1802 : Pavel Nakhimov (Павел Степанович Нахимов), militaire russe († 12 juillet 1855).
- 1803 : George Borrow, écrivain britannique († 26 juillet 1881).
- 1805 : Robert FitzRoy, officier de marine, hydrographe et cartographe britannique († 30 avril 1865).
- 1810 : Phineas Taylor Barnum, homme de cirque américain († 7 avril 1891).
- 1816 : Pierre Loison, sculpteur français († 3 février 1886).
- 1817 : Carl Vogt, naturaliste et médecin suisse d'origine allemande († 5 mai 1895).
- 1820 : William John Macquorn Rankine, physicien écossais († 24 décembre 1872).
- 1830 :
  - Emilio Dandolo, patriote italien († 20 février 1859).
  - Pablo de Anda Padilla, prêtre mexicain, fondateur d’œuvres sociales († 29 juin 1904).
- 1832 : Pavel Tchistiakov (Павел Петрович Чистяков), peintre russe († 11 novembre 1919).
- 1837 : Joachim IV de Constantinople, patriarche de Constantinople († 15 février 1887).
- 1843 : Anton Ausserer, naturaliste allemand († 20 juillet 1889).
- 1844 : Arthur Dansereau, journaliste québécois († 27 mars 1918).
- 1846 : Joseph B. Foraker, homme politique américain, gouverneur de l'Ohio de 1886 à 1890 († 10 mai 1910).
- 1849 : William Thomas Stead, journaliste, écrivain et spiritualiste anglais († 15 avril 1912).
- 1851 : William Brewster, ornithologue américain († 11 juillet 1919).
- 1853 : 
  - Tivadar Kosztka Csontváry, peintre hongrois († 20 juin 1919).
  - Charles Mengin, peintre et sculpteur français († 3 avril 1932).
  - Cecil Rhodes, homme d'affaires britannique († 26 mars 1902).
- 1854 : Giuseppe Sacconi, architecte italien († 23 septembre 1905).
- 1857 :
  - Julien Tiersot, musicologue, ethnomusicologue et compositeur français († 10 août 1936).
  - Clara Zetkin, journaliste et femme politique allemande († 20 juin 1933).
- 1860 :
  - Albert Döderlein, gynécologue allemand († 10 décembre 1941).
  - Mathieu Jaboulay, chirurgien français († 4 novembre 1913).
- 1864 : Stephan Krehl, compositeur allemand († 9 avril 1924).
- 1867 : Max Jakob Friedländer, historien de l'art allemand († 11 octobre 1958).
- 1872 : Édouard Herriot, homme politique français, président du Conseil de juin à décembre 1932 († 26 mars 1957).
- 1873 : Eugene Lindsay Opie, médecin et pathologiste américain  († 12 mars 1971).
- 1874 : Eugen Fischer, médecin, généticien, anthropologue et universitaire allemand († 9 juillet 1967).
- 1879 :
  - Volkmar Andreae, compositeur et chef d’orchestre suisse († 18 juin 1962).
  - Dwight Davis, joueur de tennis et homme politique américain, créateur de la Coupe Davis († 28 novembre 1945).
  - Wanda Landowska, pianiste et claveciniste polonaise († 16 août 1959).
  - Camille Godet, peintre français († 10 octobre 1966).
- 1880 : Jan Kubelík, musicien hongrois († 5 décembre 1940).
- 1883 : Gustave Lanctôt, écrivain, historien et archiviste québécois († 2 février 1975).
- 1885 : 
  - Blas Infante, homme politique, idéologue et écrivain andalou († 11 août 1936).
  - André Lhote, peintre français († 25 janvier 1962).
- 1886 : Willem Drees, homme politique néerlandais, premier ministre des Pays-Bas de 1948 à 1958 († 14 mai 1988).
- 1889 : Jean Cocteau, écrivain, cinéaste, dessinateur et académicien français († 11 octobre 1963).
- 1891 :
  - John Howard Northrop, biochimiste américain, prix Nobel de chimie en 1946 († 27 mai 1987).
  - Tin Ujević, poète croate († 12 novembre 1955).
- 1893 : Léon-Charles de Habsbourg-Lorraine, archiduc d'Autriche († 28 avril 1939).
- 1898 : 
  - Robert Roth, lutteur suisse († 17 novembre 1959).
  - André Badonnel, entomologiste français († 30 avril 1991).
- 1899 :
  - Marcel Achard, homme de lettres et académicien français († 4 septembre 1974).
  - Marcel Arland, écrivain et académicien français († 12 janvier 1986).
- 1900 : Bernard Jan Alfrink, prélat néerlandais, primat des Pays-Bas († 17 décembre 1987).

### XXesiècle
- 1902 : Henry Cabot Lodge, Jr., homme politique et diplomate américain († 27 février 1985).
- 1904 :
  - Ernst Mayr, ornithologue, biologiste et généticien allemand († 3 février 2005).
  - Milburn Stone, acteur américain († 12 juin 1980).
- 1907 : Yang Shangkun (杨尚昆), homme d’État chinois, président de la république populaire de Chine de 1988 à 1993 († 14 septembre 1998).
- 1908 : 
  - Henri d'Orléans, prétendant orléaniste à la couronne de France († 19 juin 1999).
  - Clemens Pausinger, magistrat et résistant allemand († 18 juillet 1989).
- 1910 : Georges Vedel, professeur de droit public français, membre d'institutions républicaines et académicien († 21 février 2002).
- 1911 : Georges Pompidou, banquier puis homme politique français, premier ministre de 1962 à 1968, président de la République de 1969 à sa mort († 2 avril 1974).
- 1912 : Mack David, compositeur et parolier américain († 30 décembre 1993).
- 1914 :
  - Alain de Boissieu, militaire français († 5 avril 2006).
  - Eduardo Herrera Bueno, footballeur espagnol († 15 août 1991).
- 1915 : 
  - Babe Paley, personnalité mondaine américaine († 6 juillet 1978).
  - John Woodruff, athlète américain, champion olympique sur 800 m en 1936 († 30 octobre 2007).
- 1918 :
  - René Lecavalier, animateur québécois de radio et de sport télévisé († 6 septembre 1999).
  - Zakaria Mohieddin (زكريا محيى الدين), militaire et homme politique égyptien, premier ministre de 1965 à 1966 († 15 mai 2012).
- 1921 : Vito Ortelli, coureur cycliste italien († 24 février 2017).
- 1923 : Gustaaf Joos, prélat belge († 2 novembre 2004).
- 1924 :
  - Edward Idris Cassidy, prélat australien († 10 avril 2021).
  - János Starker, violoncelliste américain d’origine hongroise († 28 avril 2013).
- 1925 : Jean Raspail, écrivain français († 13 juin 2020).
- 1926 :
  - Salvador Jorge Blanco, homme politique dominicain, président de la République de 1982 à 1986 († 26 décembre 2010).
  - Diana Lynn, actrice américaine († 18 décembre 1971).
- 1928 :
  - Katherine Helmond, actrice et réalisatrice américaine († 23 février 2019).
  - Pierre Mauroy, homme politique français, Premier ministre de 1981 à 1984 († 7 juin 2013).
  - Warren Oates, acteur américain († 3 avril 1982).
- 1929 : Chikao Ōtsuka (大塚 周夫), seiyū japonais († 15 janvier 2015).
- 1932 :
  - Philippe Erulin, militaire français, officier supérieur de l'Armée française († 26 septembre 1979).
  - Gyula Horn, homme politique hongrois, premier ministre de 1994 à 1998 († 19 juin 2013).
- 1934 :
  - Tom Krause, chanteur lyrique baryton-basse finlandais († 6 décembre 2013).
  - Guy Sanche, acteur québécois, interprète de Bobino († 27 janvier 1988).
  - Hasan Güngör, lutteur turc, champion olympique († 13 octobre 2011).
- 1936 :
  - Shirley Knight, actrice américaine († 22 avril 2020).
  - James Mirrlees, économiste écossais († 29 août 2018).
- 1939 : Guy Latraverse, imprésario, producteur et gérant d’artistes québécois.
- 1942 : Gianfranco Ghirlanda, cardinal italien de la Curie romaine.
- 1943 :
  - Claude Azéma, prélat français († 6 septembre 2021).
  - Robbie Robertson, musicien et compositeur canadien du groupe The Band.
- 1944 : Geneviève Grad, actrice française surtout connue pour avoir interprété la fille de Louis de Funès, Cruchot dans les Gendarme de Saint-Tropez,  et comme chanteuse de Douliou douliou Saint-Tropez dans la bande originale du premier volet  († 8 novembre 2024).
- 1945 :
  - Michael Blake, auteur américain († 2 mai 2015).
  - François Bourgeon, scénariste et dessinateur de bande dessinée français.
- 1946 :
  - Pierre-Marc Johnson, médecin et homme politique québécois.
  - Gerard 't Hooft, physicien néerlandais, prix Nobel de physique en 1999.
  - John Shipley, homme politique britannique.
- 1947 : Sony Labou Tansi, écrivain congolais († 14 juin 1995).
- 1950 :
  - Huey Lewis, musicien et chanteur américain.
  - Michael Monarch (en), guitariste américain du groupe Steppenwolf.
- 1951 :
  - Keiko Fuji (藤 圭子), chanteuse japonaise († 22 août 2013).
  - Rich Gossage, joueur de baseball américain.
- 1952 : Terence T. Henricks, astronaute américain.
- 1954 : Don Stark, acteur américain.
- 1955 : 
  - Peter McNamara, joueur de tennis australien († 20 juillet 2019).
  - Mia Couto, écrivain mozambicain.
- 1956 :
  - Gaétan Barrette, médecin et homme politique québécois.
  - Horacio Cartes, homme politique paraguayen, président du Paraguay depuis 2013.
  - James Lofton, joueur puis entraîneur de football américain.
- 1957 : Doug Wilson, joueur et dirigeant canadien de hockey sur glace.
- 1958 : 
  - Veronica Guerin, journaliste irlandaise († 26 juin 1996).
  - Avigdor Liberman, homme politique israélien, ministre.
  - Dominique Nicolas, musicien français, guitariste du groupe Indochine.
  - Bill Watterson, dessinateur américain, créateur de Calvin et Hobbes.
- 1959 : 
  - Marc Cohn, chanteur et compositeur américain.
  - László Csongrádi, escrimeur hongrois, champion olympique.
- 1961 : Marcello Landi, philosophe et théologien italien.
- 1962 : Philippe Vandel, chroniqueur français.
- 1963 : Edie Falco, actrice américaine.
- 1964 : Leri Khabelov, lutteur et homme politique géorgien, champion olympique.
- 1966 : Laurence Ferrari, journaliste française.
- 1968 : Ken Akamatsu (赤松 健), mangaka japonais.
- 1969 :
  - Marc-Olivier Fogiel, journaliste français.
  - John LeClair, joueur de hockey sur glace américain.
  - RZA (Robert Fitzgerald Diggs dit), musicien américain.
- 1970: Adolphine Byayuwa, femme politique congolaise.
- 1971 : Djamal Damou, champion français de kick boxing.
- 1972 : 
  - Gilles Lellouche, humoriste, acteur et cinéaste français.
  - Matthew Birir, athlète kényan, champion olympique du 3000 m steeple.
  - Robert Esmie, athlète canadien d'origine jamaïcaine, spécialiste du sprint.
- 1973 :
  - Marcus Allbäck, footballeur suédois.
  - Róisín Murphy, chanteuse irlandaise.
- 1974 : Roberto Locatelli, pilote de moto italien.
- 1975 :
  - Hernán Crespo, footballeur argentin.
  - Patrick Hivon, acteur québécois.
  - Surya Saputra, acteur et chanteur indonésien.
  - Ai Sugiyama (杉山愛), joueuse de tennis japonaise.
- 1976 : Nuno Gomes, footballeur portugais.
- 1979 : Amélie Mauresmo, joueuse de tennis française.
- 1980 :
  - Lætitia Milot, actrice française.
  - Pauly D (Paul DelVecchio dit), disc-jockey américain.
  - Jason Wade, chanteur et guitariste américain du groupe Lifehouse.
- 1981 : Ryan Hansen, acteur américain.
- 1982 :
  - Julien Féret, footballeur français.
  - Alberto Gilardino, footballeur italien.
  - Philippe Gilbert, coureur cycliste belge.
  - Beno Udrih, joueur de basket-ball slovène.
- 1983 :
  - Jonás Gutiérrez, footballeur argentin.
  - Milet, chanteuse japonaise interprète de "L'hymne à l'amour" lors de la Cérémonie de clôture des Jeux olympiques d'été de 2021 à Tokyo et de la passation de drapeau olympique via Thomas Bach entre Yuriko Koike et Anne Hidalgo (ou née le 7 mai ?).
  - Zheng Jie (郑洁), joueuse de tennis chinoise.
- 1984 : Danay García, actrice cubaine.
- 1985 :
  - François Arnaud, acteur canadien.
  - Élodie Godin, basketteuse française.
  - Nick O'Malley, bassiste britannique du groupe Arctic Monkeys.
  - Wojciech Paszyński, historien polonais des sciences et de la médecine.
  - Alexandre Picard, joueur de hockey sur glace québécois.
  - Desmond Quincy-Jones, basketteur français.
- 1986 :
  - Kévin Anin, footballeur français.
  - Kévin Guilbert, joueur de rink hockey français.
  - Samuel Honrubia, handballeur français.
  - Laura Laune, humoriste, comédienne et musicienne belge.
  - Piermario Morosini, footballeur italien († 14 avril 2012).
  - Aleksandr Radulov (Александр Валерьевич Радулов), joueur de hockey sur glace russe.
  - Adam Young, chanteur américain du groupe Owl City.
- 1987 :
  - Thomas Abercrombie, basketteur néo-zélandais.
  - David Tait, joueur de rugby britannique († 12 décembre 2012).
- 1988 : Ish Smith, basketteur américain.
- 1989 :
  - Dwight King, joueur de hockey sur glace professionnel canadien.
  - Dejan Lovren, footballeur croate.
- 1990 :
  - Abeba Aregawi, athlète de demi-fond éthiopienne.
  - James O'Connor, joueur de rugby australien.
- 1991 : Jason Dolley, acteur américain.
- 1992 :
  - Alberto Moreno Pérez, footballeur espagnol.
  - Anna Felicitas Sarholz, footballeuse allemande.
- 1993 :
  - Sandra le Grange, joueuse sud-africaine de badminton.
  - Maciej Okręglak, kayakiste polonais.
- 1994 : Shohei Ohtani (大谷 翔平), joueur de baseball japonais.

## Décès

### Xesiècle
- 967 : Murakami (村上天皇), 72e empereur du Japon de 946 à sa mort (° 14 juillet 926).
- 1000 : Athanase l'Athonite, moine byzantin (° vers 930).

### XIesiècle
- 1044 : Samuel Aba de Hongrie, roi de Hongrie, ayant régné de 1041 à 1044 (° 990).
- 1080 : Ísleifr Gizurarson, évêque islandais (° 1006).

### XIVesiècle
- 1375 : Charles III d'Alençon, comte d'Alençon (° 1337).

### XVIesiècle
- 1507 : Petrus Crinitus, écrivain italien (° 9 janvier 1475).
- 1552 : Laux Maler, luthier d'origine allemande (° 1485).
- 1572 : Ming Longqing (隆庆), empereur chinois, ayant régné de 1567 à 1572 (° 4 mars 1537).
- 1578 : Cristoforo Madruzzo, cardinal germano-italien (° 5 juillet 1512).

### XVIIesiècle
- 1633 : Marguerite d'Autriche, princesse de la maison des Habsbourg (° 25 janvier 1567).

### XVIIIesiècle
- 1762 : Jakob Adlung, organiste allemand (° 14 janvier 1699).
- 1793 : Alexandre Roslin, peintre suédois (° 15 juillet 1718).

### XIXesiècle
- 1826 :
  - Joseph Louis Proust, chimiste français (° 26 septembre 1754).
  - Thomas Stamford Raffles, militaire et naturaliste britannique (° 5 juillet 1781).
- 1833 :
  - Dorothea Jordan, actrice irlandaise (° 21 novembre 1761).
  - Nicéphore Niépce, physicien français, considéré comme l'un des inventeurs de la photographie (° 7 mars 1765).
- 1839 : Flora Hastings, aristocrate britannique (° 11 février 1806).
- 1850 : Alire Raffeneau-Delile, botaniste français (° 23 janvier 1778).
- 1857 : Barthélemy Thimonnier, inventeur français (° 19 août 1793).
- 1859 : Charles Cagniard de Latour, physicien français (° 31 mars 1777).
- 1862 : Heinrich Georg Bronn, géologue allemand (° 3 mars 1800).
- 1875 : Maria Röhl, peintre suédoise (° 26 juillet 1801).
- 1878 : François-Louis Parisel, médecin français (° 17 octobre 1841).
- 1884 :
  - Austen Henry Layard, archéologue britannique (° 5 mars 1817).
  - Victor Massé, compositeur français (° 7 mars 1822).
- 1886 : 
  - Charles Baugniet, peintre, lithographe et aquarelliste belge (° 27 février 1814).
  - Prosper Morey, architecte français (° 27 décembre 1805).
- 1899 : Hippolyte Lucas, entomologiste français (° 17 janvier 1814).

### XXesiècle
- 1904 : Abaï Kounanbaïouly, poète, compositeur et moraliste kazakh (° 10 août 1845).
- 1906 :
  - Jules Breton, peintre et poète français (° 1er mai 1827).
  - Paul Drude, physicien allemand (° 12 juillet 1863).
- 1907 : Kuno Fischer, philosophe allemand (° 23 juillet 1824).
- 1908 : Misak Metsarents, poète arménien (° 19 janvier 1886).
- 1927 : Albrecht Kossel, médecin allemand, prix Nobel de physiologie ou médecine en 1910 (° 16 septembre 1853).
- 1948 :
  - René Baire, mathématicien français (° 21 janvier 1875).
  - Georges Bernanos, écrivain français (° 20 février 1888).
  - Carole Landis, actrice américaine (° 1er janvier 1919).
- 1966 : George de Hevesy, chimiste hongrois, prix Nobel de chimie en 1943 (° 1er août 1885).
- 1968 : Enrique Plá y Deniel, prélat espagnol, primat d'Espagne (° 19 décembre 1876).
- 1969 :
  - Ben Alexander, acteur américain (° 26 mai 1911).
  - Wilhelm Backhaus, pianiste allemand (° 26 mars 1884).
  - Walter Gropius, scénariste et réalisateur américain (° 18 mai 1883).
  - Lambert Hillyer, scénariste et réalisateur américain (° 8 juillet 1889).
  - Tom Mboya, homme politique kényan, ayant occupé plusieurs ministères (° 15 août 1930).
  - Leo McCarey, cinéaste américain (° 3 octobre 1898).
- 1980 : Ary Sternfeld, spécialiste de l'astronautique polonais (° 14 mai 1905).
- 1983 : Harry James, trompettiste et chef d’orchestre américain (° 15 mars 1916).
- 1987 : Pierre Marcilhacy, homme politique français, sénateur et candidat à l'élection présidentielle de 1965 (° 14 février 1910).
- 1991 : Mildred Dunnock, actrice américaine (° 25 janvier 1901).
- 1995 :
  - Bernice Ackerman, météorologue américaine, première femme présentatrice météo diplômée aux États-Unis et première femme météorologue au Laboratoire national d'Argonne (° 1925).
  - Christian Calmes, docteur en droit, diplomate et historien luxembourgeois (° 11 juillet 1913).
  - Jüri Järvet, acteur soviétique puis estonien (° 18 juin 1919).
- 1997 : Jean-Marie Domenach, résistant, écrivain et intellectuel français catholique, père de Jean-Luc et de Nicolas Domenach (° 13 février 1922).
- 1998 : Donald Fallon, homme politique belge (° 30 mars 1916).
- 1999 : Jean-Pierre Darras, homme de théâtre et de cinéma français (° 26 novembre 1927).
- 2000 : Dorino Serafini, pilote motocyclette et automobile italien (° 22 juillet 1909).

### XXIesiècle
- 2001 : 
  - Ernie K-Doe, chanteur américain (° 22 février 1936).
  - Hannelore Kohl (Johanne Eleonore Renner dite), épouse prédécédée du 6e chancelier fédéral allemand Helmut Kohl entre octobre(s) 1982 et 1998 (16 ans et 26 jours, ° 7 mars 1933).
- 2002 :
  - Katy Jurado, actrice mexicaine (° 16 janvier 1924).
  - Ted Williams, joueur de baseball américain (° 30 août 1918).
- 2003 : 
  - Isabelle d'Orléans et Bragance, « comtesse de Paris » (° 13 août 1911).
  - N!xau (ou G!kau ; nom de naissance : Gcao Coma), fermier bochiman (bushman) du Kalahari, et acteur namibien (Les dieux sont tombés sur la tête, et ses suites) (ou + le 1er juillet, °C. 16 décembre 1944).
- 2004 : Rodger Ward, pilote automobile américain (° 10 janvier 1921).
- 2005 :
  - Bud Cullen (en), homme politique et juge canadien (° 20 avril 1927).
  - Shirley Goodman, chanteuse américaine (° 19 juin 1936).
- 2006 :
  - Gabrielle Gourdeau, romancière canadienne (° 13 avril 1952).
  - Kenneth Lay, homme d’affaires américain, P-DG d’Enron (° 15 avril 1942).
- 2007 :
  - Régine Crespin, artiste lyrique française (° 23 février 1927).
  - Kerwin Mathews, acteur américain (° 8 janvier 1926).
  - George Melly, musicien et chanteur anglais (° 17 août 1926).
- 2008 :
  - René Harris, homme politique nauruan, président de la République à quatre reprises entre 1999 et 2008 (° 11 novembre 1947).
- 2009 :
  - Takeo Doi, psychiatre et psychanalyste japonais (° 1920).
  - Gérard Moroze, basketteur français (° 1944).
- 2010 :
  - Nasr Hamid Abû Zayd, professeur d'études islamiques néerlandais et égyptien (° 10 juillet 1943 ou 7 octobre 1943).
  - Paul Ambille, peintre français (° 23 décembre 1930).
  - Bob Probert, hockeyeur sur glace canadien (° 5 juin 1965).
  - Cesare Siepi, chanteur lyrique italien (° 10 février 1923).
- 2011 :
  - Émile Biasini, homme politique français (° 31 juillet 1922).
  - Hanna Segal, psychanalyste britannique (° 20 août 1918).
- 2015 : Dorothée Marie de Bavière, princesse de Bavière, grande-duchesse titulaire de Toscane (° 25 mai 1920).
- 2017 : Joachim Meisner, prélat allemand (° 25 décembre 1933).
- 2018 : François Budet, auteur-compositeur-interprète, écrivain et poète breton de langue française (° 3 octobre 1940).
- 2020 : 
  - Souzána Antonakáki, architecte grecque (° 1935).
  - Nick Cordero, acteur canadien (° 17 septembre 1978).
  - Aubert Pallascio, acteur canadien (° 19 août 1937).
  - Tiloun (Jean-Michel Ramoune dit), chanteur français (° 1967).
  - Vladimir Troshkin, footballeur soviétique puis ukrainien (° 28 septembre 1947).
- 2021 : 
  - Patrick Boré, homme politique français, éphémère sénateur des Bouches-du-Rhône (° 9 novembre 1956).
  - Raffaella Carrà, animatrice et chanteuse italienne (° 1943).
  - Richard Donner, cinéaste américain (° 24 avril 1930).
  - (dans la nuit vers le 6 juillet ?) Axel Kahn, professeur français de génétique (° 15? septembre 1944).
  - Vladimir Menchov, réalisateur et acteur azéri et russe (° 1939).
- 2023 :
  - Jacques Duquesne, journaliste et écrivain français (° 18 mars 1930).
  - Coco Lee, chanteuse, auteure-compositrice et actrice sino-américaine (° 17 janvier 1975).
  - Roly Meates, joueur de rugby à XV devenu entraîneur irlandais (?)
- 2024 :
  - Serge Ducoste, footballeur international haïtien (° 4 février 1944).
  - Raphaël Géminiani, coureur cycliste français (° 12 juin 1925).
  - Liana Issakadze, violoniste et cheffe d'orchestre soviétique puis géorgienne et allemande (° 2 août 1946).
  - Nikolai Korolkov, cavalier de saut d'obstacles soviétique puis russe (° 28 novembre 1946).
  - Jon Landau, producteur de cinéma américain (° 23 juillet 1960).
  - Ziaur Rahman, joueur d'échecs bangladais (° 1er mai 1974).
  - Dudley Roberts, footballeur anglais (° 16 octobre 1945).
  - Vic Seixas, joueur de tennis américain (° 30 août 1923).

## Célébrations

### Nationales voire plus locales, festivals
- Aix-en-Provence, Avignon (France & Union européenne à zone euro) : date possible pour les débuts des festivals d'art lyrique et de théâtre T.N.P. jusque vers le 28 juillet parfois.
- Algérie (Union africaine) : fête de l'indépendance[11].
- Arménie : fête de la Constitution[12].
- Cap-Vert (Union africaine) : fête nationale.
- Douai (Nord de la France & Union européenne à Zone euro) : date possible pour la fête de Gayant le premier dimanche qui suit le 5, entre 6 et 12 juillet (voir aussi carnavals de février et mars).
- Île de Man (Royaume-Uni, Europe) : Tynwald Day / fête nationale.
- Venezuela : fête de l'indépendance[13].

### Saints des Églises chrétiennes

#### Saints catholiques et orthodoxes du jour
Référencés ci-après in fine, :
- Athanase l'Athonite († vers 1000), fondateur du monastère de la Grande Laure de l'Athos.
- Athanase de Jérusalem († 451), diacre de l'Anastasis.
- Cyprille de Cyrène († IVe siècle), avec Aroa et Lucie, martyres à Cyrène en Libye antique durant la persécution de l'empereur romain Dioclétien ; date occidentale, fêtées la veille 4 juillet en Orient[16].
- Cast (vers 522 - VIe siècle) -ou « Kast »-, moine irlandais, venu en Bretagne armoricaine à l'époque du monachisme celtique, disciple de saint Jagud / Jacut.
- Domèce (Ve siècle) dit « le Médecin », ermite au mont Qouros en Arménie.
- Fragan et Gwenn (Blanche) (Ve siècle), mari et femme originaires du Pays de Galles, réfugiés en Bretagne qui y auraient évangélisé l'Armorique, parents de saint Guénolé de Landévennec, saint Jacut supra et sainte Klervi, patrons de Ploufragan et de Saint-Frégant.
- Mars de Nantes (VIe siècle), évêque de Nantes.
- Marthe de Syrie († 551), laïque, mère de saint Syméon Stylite.
- Modwène de Whitby († IXe siècle) -« Modwène de Burton », « Edana », « Medana », « Merryn », « Modwenna », « Modivène »-, vierge et abbesse.
- Numérien (/ Numerianus) († 657 ou 666), archevêque de Trèves en Rhénanie.
- Thomas de Terreto († 1000), abbé
- Modwène de Whitby († vers 695) -ou « Modwene », « Modwenna », « Modivène », « Medana », « Edana » ou « Merryn »-, abbesse de Whitby en Angleterre.
- Zoé († vers 286) -ou « Zoa »-, martyre à Rome.

#### Saints et bienheureux catholiques du jour
référencés ci-après :
- Hélie de Bourdeilles (1413 - 1484), bienheureux, évêque de Périgueux puis archevêque de Tours puis cardinal et confesseur du roi de France Louis XI à l'instar de l'Italien saint François de Paule.
- Joseph Boissel († 1969), Bienheureux Martyr au Laos.
- George Nichols, Richard Yaxley, Thomas Belson, Humphrey Pritchard († 1589), Bienheureux, Martyrs à Oxford en Angleterre.
- Matthew Lambert, Robert Meyler, Edward Cheevers et Patrick Cavanagh († 1581), Bienheureux laïcs irlandais et Martyrs.
- Thérèse Chen Jinxie et Rose Chen Aixie († 1900), Saintes, Martyres en Chine.
- Antoine-Marie Zaccaria († 1539), prêtre italien et fondateur des Barnabites.

#### Saints orthodoxes
aux dates éventuellement "juliennes" / orientales :
- Cyprien († 1679) dit « le Jeune », originaire de Grèce centrale, prêtre au monastère de Koutloumousiou au Mont-Athos, hiéromoine, martyr par la main de musulmans à Constantinople.

### Prénoms du jour
Bonne fête aux Antoine-Marie, Antoine, Anton (plutôt les 17 janvier en breton, voir aussi les 13 juin etc.).
Et aussi aux Zoé et ses variantes : Zoée, Zoéline et Zoëlle aux féminins ; Zoël au masculin.

## Traditions et superstitions

### Dicton
« À sainte Zoé, jeunes oés (oies). »,

### Astrologie
Signe du zodiaque : 14e jour du signe astrologique du cancer.

## Toponymie
Les noms de plusieurs voies, places, sites ou édifices de pays ou régions francophones contiennent cette date sous diverses graphies : voir Cinq-Juillet .